# Z 19 Hermann Künne
Le Z 19 Hermann Künne est un destroyer de la classe Type 1936 de la Kriegsmarine.
Le nom du navire est un hommage à Hermann Künne, marin du torpilleur SMS S 53, mort le 23 avril 1918 pendant la bataille de Zeebruges et d'Ostende.

## Histoire
Alors que le Hermann Künne fait ses essais en mars 1939, il doit les interrompre pour se rendre en territoire de Memel. Le 30 juin, il accompagne le Hans Lüdemann pour un voyage de Świnoujście aux eaux norvégiennes. Il vient dans le fjord de Molde puis, avec la division au complet par l'arrivée du Diether von Roeder, dans les fjords de Loen et le Sognefjord avant de repartir à Świnoujście le 20 juillet 1939.
Lors du commencement de la Seconde Guerre mondiale en septembre 1939, dans les nuits du 3 au 4 et du 5 au 6, il pose des mines avec le Grille et le Karl Galster. Du 26 au 30 septembre, sous les ordres du contre-amiral Günther Lütjens présent sur le Wilhelm Heidkamp, il participe avec sept autres destroyers (Bernd von Arnim, Erich Giese, Diether von Roeder, Hans Lüdemann, Karl Galster) à la guerre de commerce dans le Skagerrak. Du 17 au 18 octobre, le Künne part mouiller des mines offensives dans l'estuaire du Humber avec les destroyers Wilhelm Heidkamp, Karl Galster, Friedrich Eckholt, Diether von Roeder et Hans Lüdemann.
Une pose de mines dans la nuit du 10 novembre est interrompue à cause d'une avarie du Künne. Du 12 au 13 novembre, il participe à une pose de mines dans l'estuaire de la Tamise sous le commandement du nouveau commodore Friedrich Bonte présent sur le Wilhelm Heidkamp avec les destroyers Karl Galster, Hans Lüdemann, Erich Giese, Theodor Riedel et Hermann Schoemann. Des avaries apparaissent sur le Riedel et le Schoemann : le Giese reste avec eux pour les protéger. Les quatre autres reviennent, accompagnés par les croiseurs Nürnberg et Königsberg et sept torpilleurs. Du 17 au 18 novembre, le Hermann Künne pose de nouveau des mines dans l'estuaire de la Tamise.
Le 12 décembre 1939, le Künne vient déposer des mines au large de Newcastle avec les destroyers Erich Steinbrinck, Bruno Heinemann, Friedrich Ihn et Richard Beitzen. Un incendie à bord du Heinemann le contraint à s'arrêter 90 minutes. Le Steinbrinck reste pour le protéger. À leur retour, ils sont accompagnés des croiseurs Nürnberg, Leipzig et Köln. Le Leipzig est alors atteint par une torpille du sous-marin britannique Salmon. Bonte décide de faire réparer les Ihn et Steinbrinck à Wilhelmshaven, de faire aider le Leipzig avec le Beitzen et le Heinemann et de renforcer les forces de reconnaissance avec le Künne. Cependant le sous-marin britannique Ursula parvient à tirer une torpille contre le Nürnberg : elle rate sa cible mais touche le F 9 qui l'escorte, lequel explose et coule. Le 17 décembre 1939, le Künne ne peut pas participer à la mission en raison de dommages sur le système d'entraînement. Il doit être réparé dans un chantier naval.
Il reste à Szczecin et fait des essais jusqu'au 14 mars 1940. Le 4 avril, le Hermann Künne vient au large de Bremerhaven pour se préparer à l'opération Weserübung et embarquer des hommes. Il fait partie d'un groupe sous le commandement de Bonte comprenant dix destroyers :  Hermann Künne, Wilhelm Heidkamp, Hans Lüdemann, Diether von Roeder, Anton Schmitt, Bernd von Arnim, Erich Giese, Erich Koellner, Georg Thiele et Wolfgang Zenker.
Les destroyers débarquent les troupes le 6 avril et repartent le 7. Lorsque dans la matinée du 9 avril les destroyers atteignent l'Ofotfjord à l'ouest de Narvik, les trois destroyers de la 4e flottille (Wolfgang Zenker, Erich Koellner et Hermann Künne) commandés par Erich Bey reçoivent l'ordre de débarquer des hommes dans le Herjangsfjord, tout à l'ouest du Ofotfjord afin de récupérer le matériel de l'armée norvégienne à Elvegårdsmoen et d'occuper les batteries alors qu'il n'y en a pas. Les troupes allemandes trouvent peu de résistance mais le déchargement est très lent car il ne peut se faire que par une petite jetée en bois. Seul le Zenker est ravitaillé le 9 par le Jan Wellem tandis que les deux autres sont à l'entrée du Herjangsfjord. Dans la matinée du 10 avril, les cinq destroyers de la 2e flottille britannique surprennent les Allemands à Narvik. Ils coulent les Wilhelm Heidkamp et Anton Schmitt et endommagent les autres. Lors de leur départ, ils sont contre-attaqués par les Thiele et von Arnim qui immobilisent le Hunter qui coule après une collision avec le Hotspur. Le Hardy sombre. Les trois navires britanniques restant s'en prennent au ravitailleur Rauenfels. Le Hermann Künne et le Hans Lüdemann ne peuvent pas intervenir car au même moment ils sont en train d'être ravitaillés par le Jan Wellem. Mais à peine le Hermann Künne démarre-t-il qu'il tombe en panne, on vérifie soigneusement les machines. Dans l'après-midi, il quitte le fjord pour examiner le fjord du navire britannique Hero.
Lorsque dans la matinée du 13 avril 1940 la Royal Navy vient attaquer avec le cuirassé Warspite et neuf destroyers, les Allemands sont de nouveau surpris. Les anglais attaquent le destroyer Erich Koellner qu'un Fairey Swordfish avait repéré. Le commandant allemand reçoit l'ordre de saborder.
Les Wolfgang Zenker, Bernd von Arnim, Hans Lüdemann et Hermann Künne attaquent les destroyers britanniques mais ils n'endommagent que le Bedouin. Leur restant peu de munitions, les destroyers allemands ont l'ordre d'abandonner la bataille et de se retirer dans le Rombaksfjord. Cependant le Hermann Künne ne reçoit pas l'ordre et se bat seul contre le destroyer Eskimo. Cherchant à éviter les destroyers anglais, il coule dans le Trollvika. L'Eskimo lance une torpille contre le Künne. Le destroyer allemand prend feu et explose. On ignore s'il coule à cause de cette torpille ou de l'une des bombes lancées.

## Source de la traduction
- (de) Cet article est partiellement ou en totalité issu de l’article de Wikipédia en allemand intitulé « Z 19 Hermann Künne » (voir la liste des auteurs).